# Snakecharmer

Snakecharmer er det sjette studiealbum af den danske rockgruppe Sort Sol, der udkom den 1. april 2001 på Mercury Records. Det er gruppens første album på Universal Music efter at have udgivet to album på Sony Music. Snakecharmer var det sidste album med bassist Knud Odde, der forlod Sort Sol i slutningen af 2001.
Snakecharmer indeholder en duet med den norske sangerinde Sissel Kyrkjebø på nummeret "Ella Rising", der også blev udsendt som single. Albummet er ifølge Gaffa Sort Sols "mindst støjende og mest melodiske nogensinde". Guitarist Lars Top-Galia har beskrevet albummet som en "plade med sangene og det melodiøse i højsædet", mens han har sagt om forsanger Steen Jørgensens vokal: "Der er en ny inderlighed og kraft i Steens stemme denne gang".
Snakecharmer debuterede på førstepladsen af hitlisten, og modtog guld. Det endte med at sælge 31.487 eksemplarer i 2001, og var dermed det 20. mest solgte album i Danmark dette år. Sort Sol blev i 2002 nomineret til fire priser ved Danish Music Awards; Årets danske album, Årets danske gruppe, Årets danske hit ("Rhinestone"), og Årets danske rockudgivelse. Steen Jørgensen blev ligeledes nomineret til Årets danske sanger.

## Spor
| #  | Titel                            | Tekst           | Musik                         | Længde |
| -- | -------------------------------- | --------------- | ----------------------------- | ------ |
| 1. | "I'll Take Care of You"          | Steen Jørgensen | Lars Top-Galia                | 4:46   |
| 2. | "It's Gonna Rain"                | Jørgensen       | Top-Galia                     | 4:10   |
| 3. | "Brogue"                         | Jørgensen       | Top-Galia                     | 4:34   |
| 4. | "Rhinestone"                     | Odde            | Knud Odde                     | 3:58   |
| 5. | "Next Century"                   | Jørgensen       | Top-Galia                     | 3:38   |
| 6. | "Elia Rising" (duet med Sissel)  | Odde            | Odde                          | 4:25   |
| 7. | "Who's Afraid of Virginia Woolf" | Odde            | Odde, Top-Galia, Tomas Ortved | 2:39   |
| 8. | "Daddy Howards in Queens"        | Odde            | Odde, Odde, Ortved            | 3:36   |
| 9. | "Night in White Satin"           | Hayward         | Justin Hayward                | 4:57   |

## Hitlister og certificering
| Hitliste (2001) | Højeste placering |
| --------------- | ----------------- |
| Danmark         | 1                 |

| Hitliste (2001) | Placering |
| --------------- | --------- |
| Danmark         | 20        |

| Land (Organisation) | Certificering |
| ------------------- | ------------- |
| Danmark (IFPI)      | Guld          |